# Browar Witnica

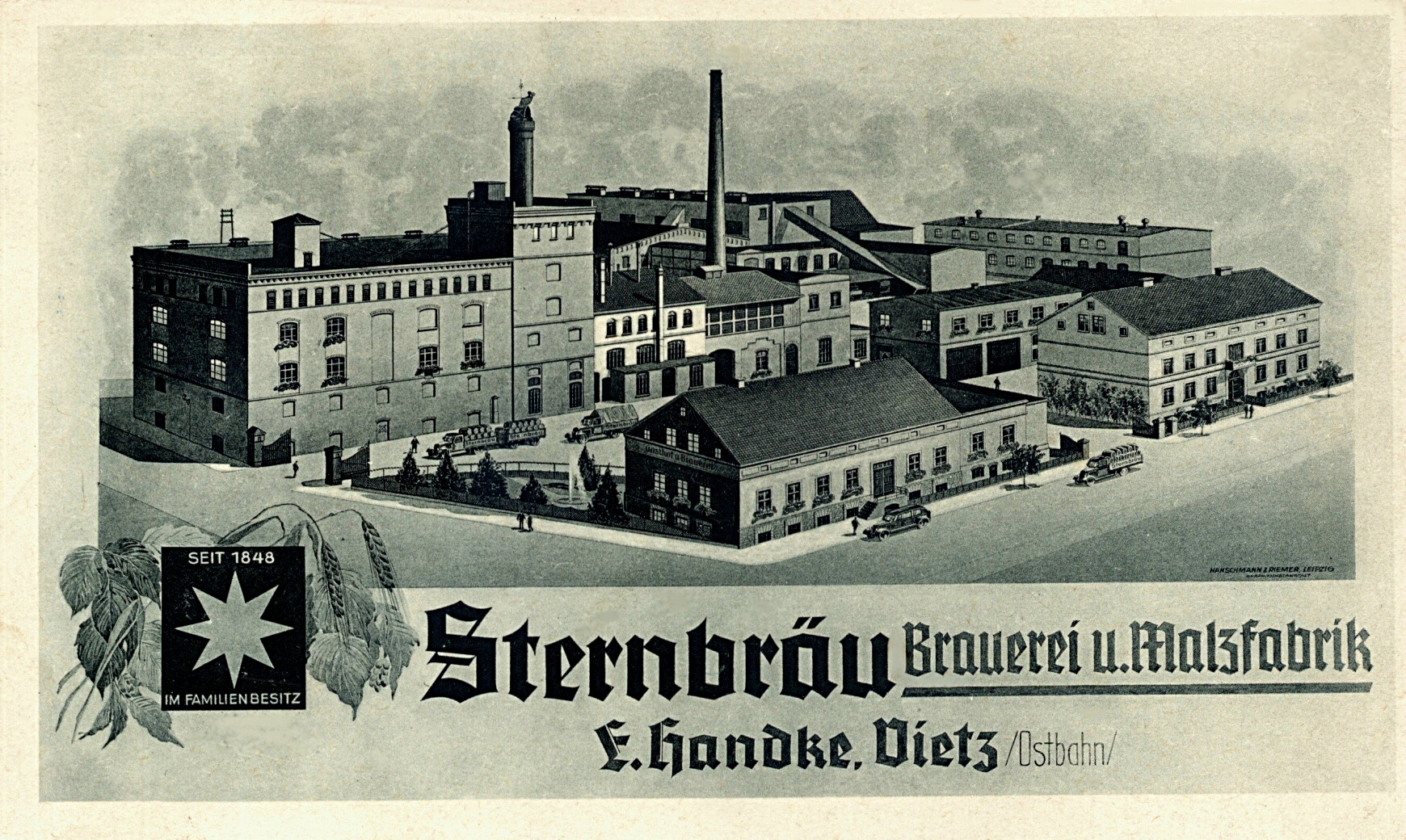
Browar w Witnicy

Browar Witnica – browar regionalny w Witnicy. Zakład jest członkiem Stowarzyszenia Regionalnych Browarów Polskich.

## Historia
Za datę powstania browaru uważa się rok 1848, kiedy Ernest Ferdinand Handke wydzierżawił gospodę i warzelnię piwa od rodziny Feuerhermów. W 1856 r. Handke wykupił gospodę i zaczął rozbudowywać warzelnię.
Po przebudowie zakładu w drugiej połowie XIX wieku witnickie przedsiębiorstwo stało się jednym z najnowocześniejszych małych browarów w północnej części Niemiec. Działało wówczas pod nazwą Stern Brau.
Po II wojnie światowej browar został znacjonalizowany przez państwo polskie. Od 1948 roku należał do Zakładów Piwowarskich w Szczecinie, następnie od 1949 roku do Gorzowskich Zakładów Piwowarsko - Słodowniczych. W 1956 roku został przejęty ponownie przez browary w Szczecinie, aby od 1965 roku znaleźć się w składzie zakładów piwowarskich w Zielonej Górze. Od 1988 roku browar w Witnicy należał do Kombinatu Rolnego w Lubniewicach.
W 1991 browar usamodzielnił się jako Zakład Piwowarski w Witnicy. Po prywatyzacji w 1992 roku browar przekształcono w spółkę pracowniczą Zakłady Piwowarskie Witnica Sp. z o.o. W 1995 roku zmieniono charakter firmy i utworzono spółkę akcyjną Browar Witnica S.A. W 2000 rok zmieniono nazwę firmy na Boss Browar Witnica S.A.
W 2007 r. Boss Browar Witnica przeżywał kłopoty finansowe. Browar jednak nie zaprzestał produkcji i podjął starania o przetrwanie kryzysu. Od stycznia 2009 r. zakład znalazł inwestora strategicznego, z którego pomocą rozpoczął dystrybucję marek swojego piwa na całą Polskę.

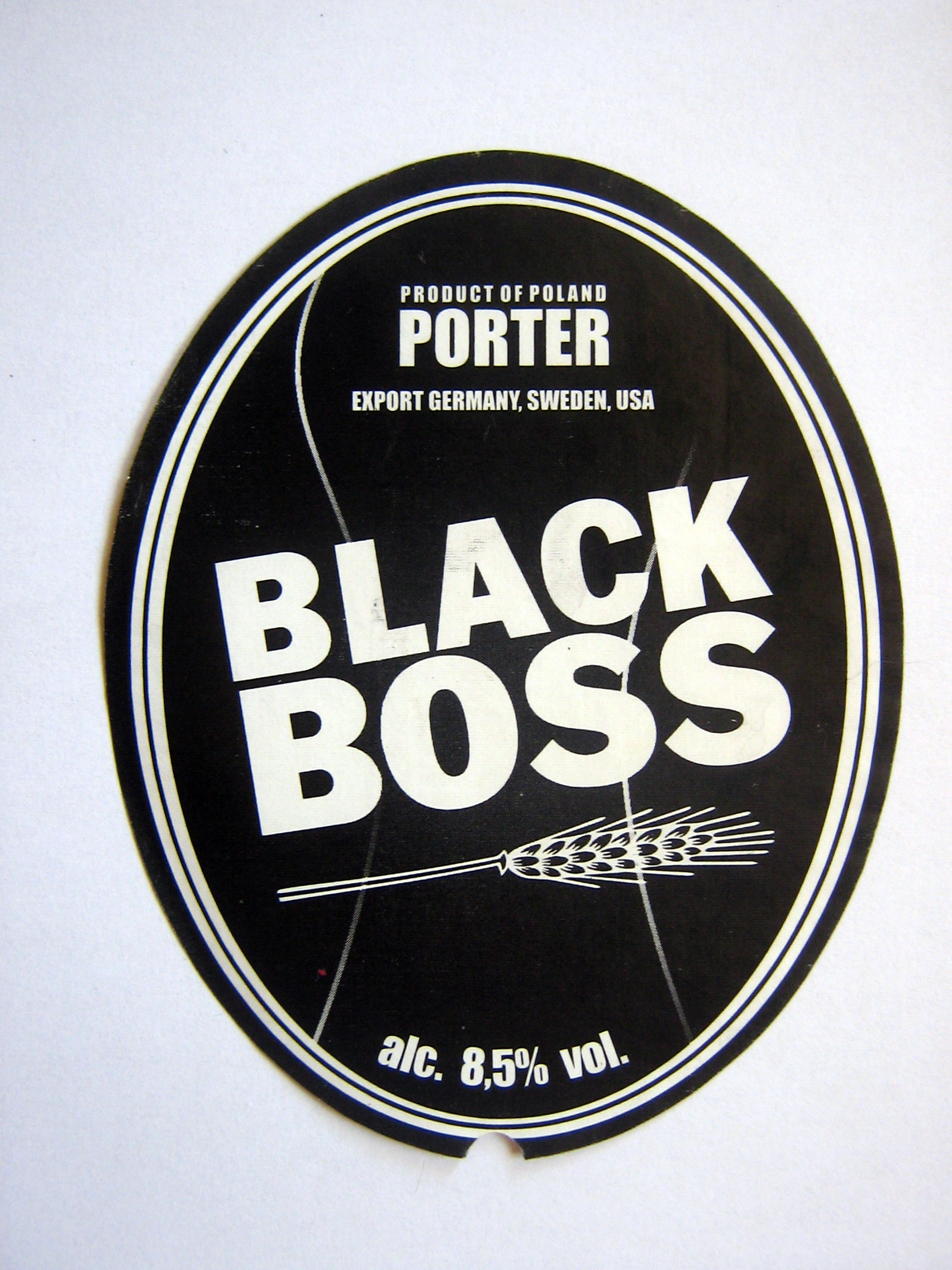
Black Boss Porter - etykieta 2010 r.

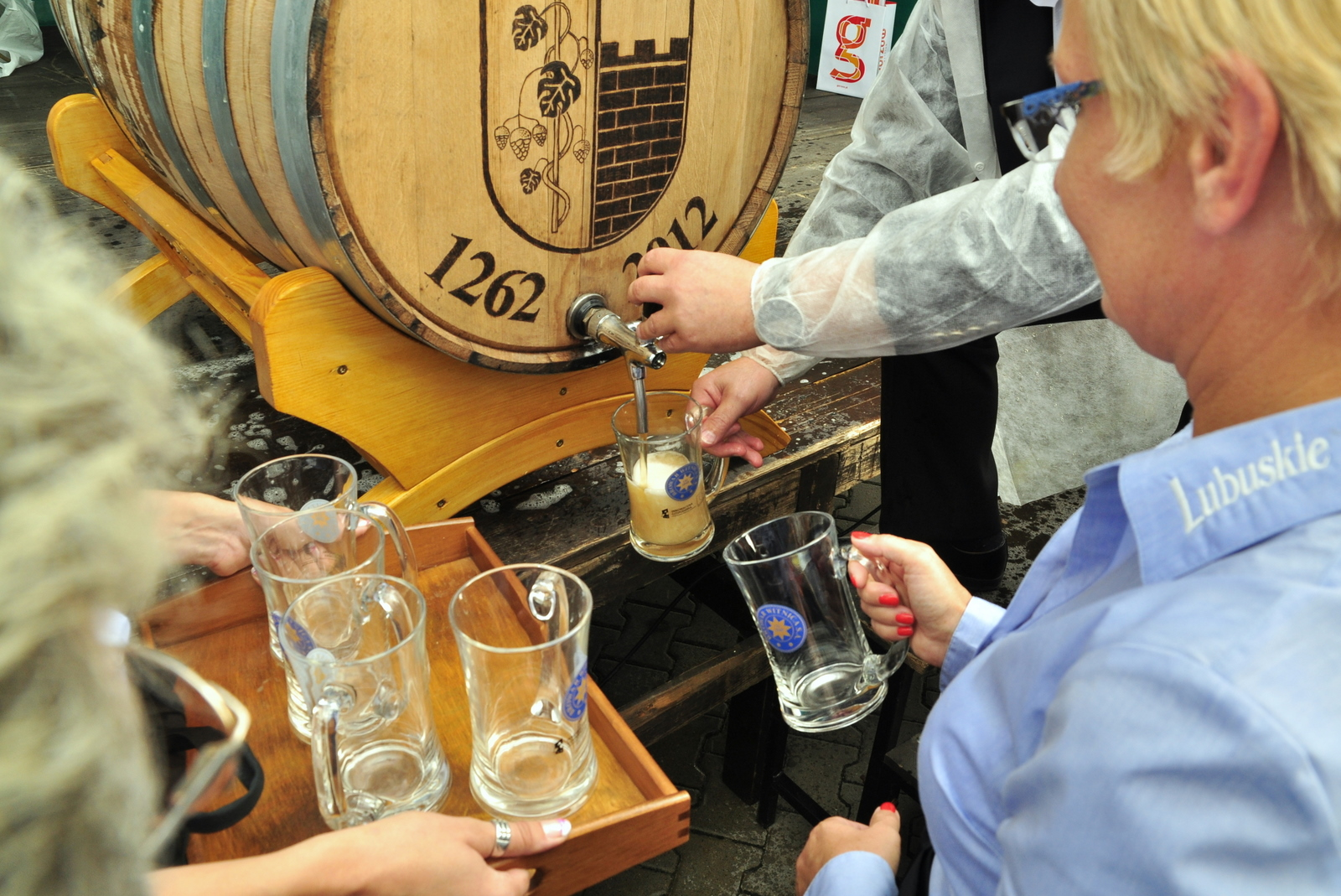
Premiera piwa "Lubuskie pszeniczne" (2012)

## Nagrody i wyróżnienia
- 2008: Nagroda Specjalna Orły Agrobiznesu
- 2009: Polski Producent Żywności[4]
- 2013: Odznaka Honorowa „Za zasługi dla województwa lubuskiego”[5]